# Orthoporus zizicolens
Orthoporus zizicolens är en mångfotingart som först beskrevs av Chamberlin 1938.  Orthoporus zizicolens ingår i släktet Orthoporus och familjen Spirostreptidae. Inga underarter finns listade i Catalogue of Life.